# Пляжный гандбол
Пляжный гандбол (англ. Beach handball) — командная игра с мячом, проводимая на песчаных пляжах. Соревнования по пляжному гандболу организуются для мужских, женских и смешанных команд. Чемпионаты мира проходят с 2004 года, чемпионаты Европы — с 2000 года.

## История игры
Пляжный гандбол появился в начале 1990-х годов в Италии, где и были разработаны правила игры. Есть мнение, что данный вид спорта появился, как и классический гандбол, на уроках физкультуры. В настоящее время пляжный гандбол развивается более чем в 40 странах.

## Правила игры
Площадка
Площадка для игры в пляжный гандбол представляет собой прямоугольник длиной 27 м и шириной 12 м, включающий игровую зону и две площади ворот. Поверхность площадки должна быть засыпана песком глубиной не менее 40 см. Вокруг игровой площадки должна быть предусмотрена зона безопасности размером примерно 3 м. Игровая зона имеет 15 м в длину и 12 м в ширину. Её границы обозначаются цветной лентой или верёвкой шириной не более 8 см. Все линии на площадке являются составной частью площади, которую они ограничивают.
Длинные ограничительные линии называются боковыми линиями, короткие — линиями ворот (между стойками ворот) и наружными линиями ворот (с обеих сторон ворот).
Ворота
Ворота устанавливаются по центру линии ворот. Размеры ворот: ширина 3 м и высота 2 м.
Ворота должны иметь сетку. Перед каждыми воротами располагается площадь ворот.
Площадь ворот ограничивается линией площади ворот, которая проводится следующим образом: параллельно (наружной) линии ворот в 6 м от неё крепится лента или верёвка.
Мяч
В игре используется резиновый мяч. Для мужских команд вес мяча 350—370 г., с окружностью 54—56 см, для женских команд вес мяча 280—300 г с окружностью 50—52 см. Для детских команд может быть использован более лёгкий мяч.
Состав команды
Команда состоит из 8 игроков. По крайней мере, 6 игроков должны находиться на площадке в начале игры. Если число игроков с правом играть становится менее 4х, игра прекращается и победителем объявляется команда соперника.
Каждая команда должна иметь не менее 4 игроков на игровой площадке (3 полевых игрока и 1 вратарь). Остальные игроки являются запасными и должны оставаться в зоне замены.
Все полевые игроки команды должны быть одеты в одинаковые майки без рукавов. Цвет и дизайн формы одной команды должны чётко отличаться от цветов другой команды. Вратари должны иметь форму, цвета которой четко отличаются от цвета формы полевых игроков обеих команд и вратаря команды соперника. В форме вратаря должны находиться не более 2 игроков в каждой команде. На вратарях могут быть надеты поверх игровой формы прозрачные майки (например, светлых оттенков, сквозь которые можно было бы различить их игровые номера).
Все игроки должны играть босиком. Запрещается играть в спортивной или любой другой обуви, но разрешается играть в носках или бинтовать ступни.
Начало игры
Перед началом матча судьи проводят жеребьёвку (подбрасывают монету) для выбора ворот и зон замены.
Выигравшая жеребьёвку команда выбирает либо одну из сторон площадки, либо соответствующую зону замены. Другая команда делает свой выбор в соответствии с решением первой команды.
Игра начинается со свистка судьи. После первой половины команды меняются местами. Зоны замен не меняются.
Каждая половина игры, а также «золотой гол» начинаются со спорного броска, после свистка судьи.
Время игры
Игра состоит из двух периодов, счёт в которых ведётся раздельно. Каждый период длится 10 минут. Перерыв между ними — 5 минут.
Понятие гола
Гол засчитывается, если мяч всей своей окружностью пересекает всю ширину линии ворот, при условии, что не было нарушения правил со стороны игрока, бросавшего мяч, или другого члена команды до или во время броска. Гол засчитывается, даже если игрок защищающейся команды допустил нарушение правил в момент полёта мяча в ворота. Гол не засчитывается, если судья или хронометрист прервали игру до полного пересечения мячом линии ворот. Гол засчитывается, если что-то или кто-то, не участвующий в игре (зрители и т. п.), не допускает попадания мяча в ворота, а судьи не сомневаются в том, что мяч, в противном случае, обязательно попал бы в ворота. За заброшенный мяч в ворота после привлекательных и зрелищных ситуаций в игре, к счету прибавляется ещё одно дополнительное очко. Мяч, заброшенный с 6-метрового броска, даёт 2 очка.
Также два очка присуждаются, если мяч в ворота забрасывает вратарь.
Определение результата игры
Если в конце периода счёт остаётся ничейным, используется правило «золотого гола».
Победителю каждого периода присуждается одно очко.
Если оба периода выиграны одной командой, эта команда объявляется победителем со счётом 2:0. Если каждая из команд выигрывает по периоду, то результат будет ничейным. Так как всегда должен быть победитель, применяется правило «выбивание» (один игрок против вратаря). Пять игроков, с правом играть, выполняют броски попеременно с командой соперника. Если вратарь входит в число игроков, выполняющих броски, то при выполнении своего броска он рассматривается как полевой игрок. Победителем объявляется команда, получившая большее количество очков после выполнения 5 бросков. Если после первого круга результат ещё не определен, то броски продолжаются. Команды меняются местами. Снова 5 игроков, имеющих право играть, выполняют броски, чередуясь с командой соперника. На этот раз начинает другая команда. В этом раунде и любом последующем результат матча решается: победителем будет считаться та команда, которая будет лидировать после одинакового числа попыток взятия ворот.
Окончание игры
Игра заканчивается по финальной сирене. В отсутствие такого сигнала, судья даёт свисток об окончании времени игры.